# Pouylebon
Pouylebon é uma comuna francesa na região administrativa de Occitânia, no departamento de Gers. Estende-se por uma área de 14,38 km². Em 2010 a comuna tinha 146 habitantes (densidade: 10,2 hab./km²).